# 奥雷利奥·米格尔
奥雷利奥·米格尔（葡萄牙語：Aurélio Miguel，1964年3月10日—），巴西男子柔道运动员。他曾代表巴西参加1988年、1992年和1996年夏季奥林匹克运动会柔道比赛，获得一枚金牌和一枚铜牌。